# Cataleptoneta lingulata
Espèce
Cataleptoneta lingulata est une espèce d'araignées aranéomorphes de la famille des Leptonetidae. Elles sont caractérisées par des chélicères modifiés, dont la base est dirigée vers le bas, perpendiculaire à l'axe du corps, et dont les crochets se croisent diagonalement, à la manière d'une paire de pinces. Ces chélicères sont dits « labidognathes ».

## Distribution
Cette espèce est endémique de Croatie. Elle se rencontre dans des grottes du Nord de la Dalmatie.

## Publication originale
- Wang & Li, 2010 : Two new species of the spider genus Cataleptoneta from Balkan Peninsula (Araneae, Leptonetidae). Zootaxa, no 2730, p. 57-68.